# Vantelin Dome Nagoya
Il Nagoya Dome (ナゴヤドーム?, Nagoya Dōmu), noto come Vantelin Dome Nagoya per ragioni di sponsorizzazione, è uno stadio polifunzionale situato nella città di Nagoya, in Giappone. Lo stadio, costruito nel 1997, è dotato di 38.414 posti (ufficialmente 40.500 persone). È un esempio di cupola geodetica.
Lo stadio è la casa della squadra di baseball Chunichi Dragons, fin dalla sua apertura. Inoltre, alcune volte durante l'anno viene usato dalle squadre di Orix Buffaloes e Osaka Kintetsu Buffaloes.
L'inno ufficiale del Nagoya Dome, Here For You, è stato scritto da un disc jockey di una radio FM locale, James Havens, ed è stato pubblicato in CD dalla Victor Entertainment.